# 三浦禮
三浦禮（2002年10月31日－）是日本的男性聲優。Sony Music Artists所屬。

## 人物
擅长模仿其他声优的声音，当中具备山寺宏一、若本规夫、杉田智和、大塚明夫、大塚芳忠、樱井孝宏等丰富而庞大的模仿男性聲優的技能。
2018年，于索尼音樂藝術家舉辦的第一次試鏡“Anistoteles vol.7”中獲得了特別獎。
2020年8月，TV動畫首次登場於《遊戲王SEVENS》的“平月太”角色。
于2021年3月在北海道藝術高等學校聲優课程出身并畢業。

## 演出作品

### 電視動畫
2020年
- 遊戲王SEVENS（平月太）[3][4]

2023年
- 眾神眷顧的男人（警备队员、职员）
- 阿魯斯的巨獸（村民）

### 遊戲
2021年
- 渾沌學院（神州君主）[6]

2022年
- 無期迷途（狼獾）[7]

### 旁白
- 御社弊社祭[8]

## 外部連結
- 三浦礼｜声優事務所・タレント事務所 （页面存档备份，存于）
- 三浦礼 （页面存档备份，存于）  (@miuranorei) - Twitter